# Minotaur IV
Minotaur IV – amerykańska rakieta nośna, będąca pochodną pocisku Peacekeeper. Wykorzystywana zarówno do startów orbitalnych, jak i suborbitalnych.
Wykorzystywane są trzy modele rakiety:
- Pierwszy, Minotaur IV Lite, to model 3-stopniowy, wykorzystywany w lotach suborbitalnych;
- Drugi, podstawowy, wykorzystuje jako napęd stopnia górnego silnik Orion 38, używany dotychczas w rakietach Pegasus;
- Trzeci, Minotaur IV+, używa jako stopnia górnego silnika Star-48 w wersji z ciągiem wektorowanym. Konstrukcja ta jest również podstawą dla rakiety Minotaur V.

Starty odbywają się z bazy Vandenberg w Kalifornii oraz wyrzutni startowej na wyspie Kodiak, oraz z Cape Canaveral Air Force Station.

## Historia startów
| Data/Godzina (UTC)     | Wariant                | Miejsce startu        | Ładunek                                                                  | Trajektoria  | Rezultat         | Uwagi |  |
| ---------------------- | ---------------------- | --------------------- | ------------------------------------------------------------------------ | ------------ | ---------------- | --- |  |
| 22 kwietnia 2010 23:00 | Minotaur IV Lite       | Vandenberg SLC-8      | HTV-2a                                                                   | Suborbitalna | Częściowy sukces | Awaria ładunku po starcie                                                                                            |  |
| 26 września 2010 04:41 | Minotaur IV            | Vandenberg SLC-8      | SBSS                                                                     | SSO          | Sukces           | |  |
| 20 listopada 2010      | Minotaur IV HAPS       | Kodiak LP-1           | STPSat-2 FASTRAC-A FASTRAC-B FalconSat-5 FASTSAT O/OREOS RAX NanoSail-D2 | LEO          | Sukces           | Wykorzystano dodatkowy silnik zasilany hydrazyną w celu wyniesienia ładunku na wyższą orbitę.                        |  |
| 11 sierpnia 2011 14:45 | Minotaur IV Lite       | Vandenberg SLC-8      | HTV-2b                                                                   | Suborbitalna | Częściowy sukces | Awaria ładunku po starcie                                                                                            |  |
| 27 września 2011 15:49 | Minotaur IV+           | Kodiak LP-1           | TacSat-4                                                                 | LEO          | Sukces           | Pierwszy start rakiety Minotaur IV+                                                                                  |  |
| 26 sierpnia 2017 06:04 | Minotaur IV / Orion 38 | Cape Canaveral SLC-46 | ORS-5                                                                    | LEO          | Sukces           | Start w pięciostopniowej konfiguracji, posiadał dodatkowy silnik Orion 38 aby umieścić ładunek na docelowej orbicie. |  |

## Planowane starty
| Data/Godzina (UTC)  | Wariant          | Miejsce startu   | Ładunek  | Trajektoria  | Uwagi |
| ------------------- | ---------------- | ---------------- | -------- | ------------ | ----- |
| Termin do ustalenia | Minotaur IV      | Vandenberg SLC-8 | TacSat-5 | LEO          |       |
| Termin do ustalenia | Minotaur IV Lite | Vandenberg SLC-8 | CSM      | Suborbitalna |       |